# アイク・ネルソン
アイク・ネルソン (Ike Nelson) は、日本で活動する米国籍の黒人DJ、ラッパー。別名義にDJ Ike Nelson。

## 人物
各種パーティー・ショー・イベントの司会・DJをもこなす。
80年代はギタリストとして活動し、宮本典子やMALTAのバンドに参加していたのち、1987年に結成された三味線バンド「THE 家元」のメンバーとしてラップを担当していた。
その後、日本のヒップホップ・DJシーンで活躍し、「EXTRAVAGANZA」、「I.T.F」などのDJコンテストで審査員・司会を務め、KinKi Kids、ブラックビスケッツなどの編曲・スクラッチ・キーボード・英詞を担当。クリスタルキング、浜崎あゆみ、平井堅、小柳ゆき他多数アーティストのTVプロモーションやコンサートにラップ・コーラスとして参加。
Sound HorizonやLinked Horizonのアルバムではナレーションパートも担当しており、ライブ・コンサートツアーにも多数出演。
TV番組、CMなどにもナレーションなどで多数出演し、NHK「ポップジャム」にMC・DJとしてレギュラー出演していた。

## 出演

### テレビ番組
- ポップジャム（1993年-2007年、NHK） - レギュラー出演[3]
- HEY!HEY!HEY! MUSIC CHAMP（1994年-2012年、フジテレビ） - タイトルコール[3]
- 華麗なる世界のトップDJ競演 ゾクゾクBS・ポップなナイト（2000年2月18日-19日、NHK衛星第2）[4]
- NHKプレマップ（2002年3月-4月、NHK）[5]

### ラジオ
- VIVA! ACCESS（2000年-2005年、J-WAVE） - タイトルコール[3]
- ナイト・ムーブス（FMヨコハマ） - パーソナリティ[3]

## 参加作品

### CD
Sound Horizon
- 『少年は剣を…』（2006年） - ナレーション
- 『Roman』（2006年） - ナレーション
- 『聖戦のイベリア』（2007年） - ナレーション
- 『Moira』（2008年） - ナレーション
- 『ハロウィンと夜の物語』（2013年） - ナレーション
- 『ヴァニシング・スターライト』（2014年） - ナレーション
- 『Nein』（2015年） - ナレーション

Linked Horizon
- 『ルクセンダルク大紀行』（2012年） - ナレーション

Revo＆梶浦由記
- 『Dream Port』（2008年） - ナレーション

その他
- KinKi Kids『ね、がんばるよ。』（2004年） - 編曲[3]
- 『富山グラウジーズ オフィシャルソングス』（2006年）[6]
  - 03. GROUSES Entrance Song
  - 04. GROUSES Warm up1
- クリスタルキング『くるくるくりくり』（2007年） - 英訳[2] ※DJ Ike Nelson名義

### DVD・Blu-ray
- HIP HOP NATION 2005-I.T.F.JAPAN CHAMPIONSHIPS FINAL DJ BATTLE（2006年）[7]
- Linked Horizon
  - 『ルクセンダルク紀行』（2013年）[8]
- Sound Horizon
  - 『絵馬に願ひを! (Prologue Edition)』（2021年） - 語り部[9]
  - 『絵馬に願ひを! (Full Edition)』（2023年） - 語り部[10]